# Мильяччо, Джулио
Джулио Мильяччо (итал. Giulio Migliaccio; род. 23 июня 1981, Муньяно-ди-Наполи, Неаполь, Кампания) — итальянский футболист, полузащитник. Брат другого футболиста, Винченцо Мильяччо.

## Карьера
Джулио Мильяччо — воспитанник клуба «Савойя». С сезона 1998/99 он начал играть за основной состав команды, выступавшей в серии С1. После полутора сезонов в «Савойе», Мильяччо был отдан в аренду клубу «Путеолана», с которой он выиграл первенство серии D. Вернувшись в «Савойю», Мильяччо провёл 1 матч за клуб, а затем перешёл в «Бари», за который не провёл ни одного матча. В 2001 году Мильяччо перешёл в клуб серии С2, «Джульяно», за который провёл 2 сезона.
В 2003 году Мильяччо перешёл в «Тернану», где провёл два сезона, в одном из которых он был капитаном команды. В январе 2005 года Мильяччо перешёл, на правах аренды, в «Аталанту». 6 января 2005 года, в составе «Аталанты» в матче с «Фиорентиной» (1:0), он дебютировал в серии А. В первом сезоне в высшем итальянском дивизионе он провёл 14 игр, а его клуб выбыл в серию В. В следующем сезоне Мильяччо стал лидером «Аталанты». Он провёл 31 матч и забил 2 гола, чем помог своему клубу вновь выйти в серию А, где полузащитник провёл 33 матча и забил 2 гола.
В сезоне 2007/08 Мильяччо перешёл в «Палермо», который заплатил за трансфер хавбека 5 млн евро, а также отдал половину прав на бразильца Адриано. Первый сезон вышел для Мильяччо удачным, главный тренер, Стефано Колантуоно, который был знаком с игроком по совместной работе по «Аталанте» и пригласивший его в «Палермо», доверял игроку место в основе. Летом 2008 года Мильяччо захотел приобрести казанский «Рубин», но игрок предпочёл остаться в «Аталанте».
С приходом на тренерский пост Давиде Баллардини, Мильяччо перестал попадать в стартовый состав команды. Несмотря на это, 7 октября 2008 года он продлил контракт до 2013 года. 8 февраля 2009 года Мильяччо забил свой первый гол за «Палермо», поразив ворота команды «Наполи». 22 марта, в игре с «Кьево», он провёл свой 100-й матч в серии А. В сезоне 2009/10 Вальтер Дзенга начал использовать Мильяччо в роли центрального защитника, но с приходом на пост главного тренера Делио Росси, Мильяччо вновь был переведён в центр поля.